# Трогірський статут
Трогірський статут 1322 року (хорв. Trogirski statut,  Statut grada Trogira) — джерело з історії середньовічних хорватських земель. 
Статути, або міські конституції, в містах Далмації поряд із цивільним або кримінальним правом визначали також адміністративний устрій комуни. Трогірський статут був укладений у 1322 році

Документ відносять до локальних (комунальних) статутів. Його поява пов'язана з процесом кодифікації міського права у Далмації. 
Ще до Трогірського статуту подібні документи з'явилися у Задарі (1305 р.) та Спліті (1312 р.).